# Ветин (замък)
Вижте пояснителната страница за други значения на Ветин.
Ветин (на немски: Burg Wettin, Schloss Wettin) е замък, съществувал в близост до град Ветин на река Заале в Германия. Замъкът е и древен дом на династията Ветин, която включва няколко благородни семейства както и това на сегашното кралско семейство на Великобритания. 
Създаден е през 900 – 1000 г. За пръв път замъкът е споменат в документ на император Ото I от 29 юли 961 г. като „Vitin civitas“ (град Ветин). Вероятно е принадлежал първо на славяните. Принадлежи към владенията на Рикдаг II († 985), маркграф на Майсен (982 до 985), вероятно син на граф Волкмар I от Харцгау († пр. 961) от род Ветини. Неговият роднина Дедо († 1009) получава през 10 век графство Ветин.
През 982 г. Дедо I († 1009) и брат му Фридрих († 1017), синове на Дитрих († ок. 976), граф на Хасегау или Хосгау, получават земи, отнети от вендите, включително областта Ветин на десния бряг на Заале. Има легенда, че семейството е родственик на саксонския херцог Видукинд, но това не би могло да се провери в историята  (There is a legend that the family is descended from one Wettekind, but this can not be attested in any history).. Има източници, които сочат, че замъкът е построен от наследник на Дитрих II († 1034) на име Тимо († 1091 или 1118). 
Днес замъкът представлява ремонтирани руини, използвани като част от сграда на училище и други публични институции, но други замъци, собственост на семейство Ветин от 15 век, все още съществуват в Майсен и по поречието на река Елба.

## Галерия
- Бург Ветин, Бургберг
- Бург Ветин в Обербург
- Бург Ветин стени в Обербург
- Бург Ветин, палат в Унтербург
- Бург Ветин от Изток
- Бург Ветин, Обербург